# ناحیه ادامز، شهرستان الن، ایندیانا
ناحیه ادامز، بخش الن، ایندیانا (به انگلیسی: Adams Township, Allen County, Indiana) در ایالات متحده آمریکا است که در ایندیانا واقع شده‌است.

## خصوصیات
ناحیه ادامز ۸۴٫۸۵ کیلومترمربع مساحت و ۳۱٬۸۱۶ نفر جمعیت دارد و ۲۴۱ متر بالاتر از سطح دریا واقع شده‌است.